# María Angélica Pérez
Chân phước María Angélica Pérez (17 tháng 8 năm 1897 - 20 tháng 5 năm 1932) là một nữ tu của Giáo hội Công giáo Rôma người Argentina, và là thành viên Dòng Nữ tu Đức Mẹ Vườn. Khi trở thành một nữ tu, bà đã nhận tên mới "María Crescentia". Bà cũng được biết đến với những người bị bệnh dưới cái tên "Chị Ngọt ngào".
Pérez đã làm việc với những người bệnh tại Argentina và sau đó được chuyển đến Chile để tiếp tục công việc của mình. Năm 1932, bà qua đời vì bệnh phổi và được chôn cất tại Argentina; phần còn lại của thi hài bà đã được chuyển về quê hương vài thập kỷ sau đó.
Án phong chân phước của bà đã nhận được sự chấp thuận của Giáo hoàng Biển Đức XVI và bà chính thức được phong chân phước vào ngày 17 tháng 11 năm 2012 tại Buenos Aires; Hồng y Angelo Amato chủ trì lễ tôn phong thay mặt Giáo hoàng.

## Đời sống
María Angélica Pérez sinh ngày 17 tháng 8 năm 1897 tại Buenos Aires thuộc gia đình những người nhập cư Tây Ban Nha, có song thân là Augustín Pérez và Ema Rodriguez (kết hôn năm 1889) và là người con thứ 5 trong số 11 người con. Trong số tất cả các anh chị em của bà có bốn anh em và hai chị em. Bà được nuôi trong một trang trại và trợ giúp cha làm việc tại đây. Pérez là một đứa trẻ ngoan đạo và được biết đến với sự tận tụy của bà đối với đức tin.
Bốn anh chị em trước bà đã chết khi còn nhỏ - được sinh ra trong khi họ đang sinh sống ở Uruguay. Một vài người được biết tên trong số anh chị em của bà là các anh em Agustín và José María và các chị em là Aída và María Luisa.
Pérez bước vào đời sống tu trì vào ngày 31 tháng 12 năm 1915 và nhận được áo dòng vào ngày 2 tháng 9 năm 1916; bà đã nhận tên mới là "María Crescentia". Bà đã thực hiện nghi thức tuyên khấn của mình vào ngày 7 tháng 9 năm 1918. Bà đóng vai trò như một giáo viên và một giáo lý viên cho trẻ em và trong khoảng thời gian từ 1924 đến 1928 thì làm việc trong một bệnh viện chăm sóc bệnh nhân bị bệnh lao và trẻ em bị bệnh.
Bà chuyển đến Mar del Plata vào năm 1925 để chăm sóc cho người bệnh. Sau đó, bà bị nhiễm bệnh phổi và vì lý do này bà được thuyên chuyển đến làm việc tại một nơi khác. Khi sức khỏe của bà suy yếu, bà được đưa đến một bệnh viện ở Vallenar ở Chile năm 1928 và được xem là nguồn hạnh phúc và an ủi cho bệnh nhân tại đây.
Pérez qua đời năm 1932 trong bệnh viện vì bệnh phổi. Năm 1966, di hài của bà được phát hiện là không bị nục nát khi được kiểm tra và được đưa đến Quillata. Bà được chôn cất lại tại nhà nguyện của trường đại học ở Huerto de Pergamino ở quê hương Argentina vào ngày 26 tháng 7 năm 1986.